# Lupin III vs Detective Conan
Lupin III vs Detective Conan (ルパン三世VS名探偵コナン?, Rupan Sansei vāsasu Meitantei Konan) è uno special televisivo anime che funge da crossover tra le serie manga e anime Lupin III e Detective Conan, trasmesso in Giappone il 27 marzo 2009.
La sua trasmissione fu annunciata inizialmente da Weekly Shōnen Sunday, la rivista che pubblica il manga di Detective Conan. Lo special televisivo, la cui lavorazione è durata due anni, rende omaggio ai cinquantacinque anni di Nippon Television, produttrice di Lupin III, e ai cinquanta di Yomiuri TV, produttrice di Detective Conan.
In Italia è stato proiettato in anteprima al Riminicomix il 15 luglio 2016, per poi venire trasmesso, su Italia 1, il 23 ottobre alle 00:10.

## Trama
Durante una battuta di caccia alla volpe nella propria tenuta personale, la regina Sakura, sovrana del fittizio regno europeo di Vespania, viene improvvisamente uccisa. Tutti gli indizi lasciano supporre che l'autore dell'omicidio, generato da un colpo accidentale, sia il figlio primogenito, il principe Jihl, il quale si è suicidato subito dopo il fatto, colto dalla disperazione. Di conseguenza, il titolo di erede al trono di Vespania passa dal principe Jihl a sua sorella minore, la diciannovenne principessa Mira, una ragazza testarda e un po' egoista, che oltretutto somiglia incredibilmente a Ran.
La cerimonia d'incoronazione è però minacciata da un crescente movimento di opposizione popolare, che giudica la principessa Mira inadatta a governare. Pertanto, tenendo conto anche del rischio per la sicurezza, il conte Keith Dan Stinger, capo della scorta, assume come guardia personale della principessa Jigen, già addestratore dell'esercito regolare. Contemporaneamente, anche Lupin III arriva in Vespania. Il piano suo e di Jigen è di mettere le mani sulla corona destinata alle regine del regno, un oggetto tanto bello quanto carico di ricordi per il re dei ladri. Appare subito chiaro però che Lupin persegue anche un altro scopo.
Per accrescere la popolarità della futura regina, viene organizzato un viaggio di stato in Giappone. Alla festa che si tiene al grande Hotel Sakurasaku di Tokyo prendono parte anche Kogoro, Sonoko e Conan. Durante il party, Conan smaschera un tentativo di avvelenamento ai danni della principessa e, nella confusione che ne segue, quest'ultima, che non desidera altro che evadere dalla sua condizione, riesce a scappare. Viene però notata da Conan, che si mette sulle sue tracce. Nella sua fuga, Mira incontra Ran, di ritorno dai corsi serali di karate. Constatando la loro somiglianza, la principessa decide di scambiarsi con lei per poter provare per una volta l'ebrezza della libertà, anche se il suo piano iniziale è quello di far perdere del tutto le proprie tracce ai danni di Ran, ispirandosi alla storia de Il principe e il povero.
Ran, vestita come la principessa, ritorna all'hotel e spiega l'accaduto. Keith, per evitare fughe di notizie e un conseguente incidente diplomatico con il Giappone, la costringe a continuare nell'impersonare il ruolo di Mira. Nel frattempo, la principessa incontra Fujiko che, dicendole di conoscere la sua identità, si offre di portarla in giro per il Giappone e di farle da guardia del corpo. Conan le rintraccia e le insegue a bordo del suo skateboard. Fujiko riesce però a far perdere le proprie tracce. Intanto, viene alla luce il secondo obiettivo che ha portato Lupin in Vespania. Nel sottosuolo del regno è nascosto un minerale che, grazie ai suoi poteri stealth, può rendersi totalmente invisibile ai radar. Lupin lo ha localizzato grazie a delle bacchette da rabdomante.
Con l'inganno, Keith riesce a evadere la promessa di lasciar andare Ran dopo la conferenza stampa in aeroporto che precede la partenza e la porta così in Vespania. Per permettere a Kogoro di seguire la figlia, l'ispettore Megure lo assegna come assistente personale a un suo amico dell'ICPO, l'ispettore Zenigata, che si sta recando a sua volta in Vespania per inseguire Lupin. Conan, che si era accorto di ciò che Keith stava facendo, riesce a salire sull'aereo, aggrappandosi al carrello. Viene salvato dall'ipotermia dagli uomini dello stesso Keith, il quale afferma di stare facendo tutto ciò unicamente per la principessa. Nel frattempo, anche la principessa Mira è stata riportata in Vespania da Fujiko. Nel tempo che trascorre assieme a lei e a Lupin, appare chiaro come il suo carattere cinico ed egoistico sia causato dall'angoscia dovuta al suo status di principessa e dal dolore per la morte della madre e del fratello maggiore. Si scopre anche che Fujiko è stata assoldata dallo stesso Keith proprio allo scopo di allontanare la principessa dalla vita di corte, per farle provare almeno per un po' le esperienze tipiche dei ragazzi della sua età.
Dopo essersi riunito con Ran e Kogoro, Conan inizia a indagare sull'omicidio della regina, grazie anche all'aiuto del tutto involontario di Jigen. Intanto Lupin, coadiuvato da Goemon, riesce a entrare nel caveau del palazzo, ma la corona è già stata rubata da Fujiko. Questa è però costretta a lasciarla andare per poter fuggire dall'edificio, circondato dalla polizia dopo lo scoppio dell'allarme. Mira, dopo aver fatto visita al luogo dove sono morti i suoi cari e aver deciso di farsi carico dei suoi doveri di futura regina, accetta di ritornare a palazzo e di riprendere il suo posto, giusto in tempo perché Conan possa rivelare a tutti la verità su quel presunto incidente. Il detective, nel tentativo di servirsi per l'ennesima volta degli aghi soporiferi, non riesce a colpire Kogoro, che è in realtà Lupin travestito, e colpisce Zenigata, che però si risveglia dopo pochi secondi: Conan lo definirà un mostro. Lupin, dopo aver rivelato segretamente la sua identità a Conan, lo aiuta però nella risoluzione del caso, spacciandosi per il vero Kogoro. Insieme, i due mettono a nudo la verità. L'assassino della regina è il primo ministro del regno, suo fratello minore e quindi zio materno di Mira, che subito dopo aveva ucciso anche il nipote spacciandolo per un suicidio, così da rendersi più facile l'ascesa al trono e potersi arricchire con la vendita del minerale, che la regina aveva proibito per la sua indole pacifista. La principessa Mira diventa la nuova regina di Vespania. Ran e Kogoro vengono accolti come salvatori del regno e Zenigata si rode il fegato per l'ennesima fuga di Lupin.
La scena finale mostra Conan prelevato da una macchina dell'ambasciata giapponese, apparentemente perché privo di passaporto per viaggiare, dal momento che Conan Edogawa non esiste per l'anagrafe, i cui occupanti sono in realtà Lupin e la sua banda, compresa Fujiko. Lupin, che era tornato in Vespania per onorare una promessa fatta alla regina Sakura e svelare la verità sulla sua morte, dimostra di conoscere la vera identità del piccolo detective, chiamandolo Shinichi Kudo, e Conan promette a tutti loro che, se un giorno o l'altro dovessero rubare ancora, lui tornerà per arrestarli. Conan viene riportato a casa con un sommergibile messo a disposizione da un amico di Fujiko, che scongiura Conan di rivelarle il segreto del ringiovanimento, mentre Lupin lo inserisce nella lista dei suoi avversari, classificandolo come "molto pericoloso".

## Personaggi e doppiatori
| Personaggio             | Doppiatore originale | Doppiatore italiano       |
| ----------------------- | -------------------- | ------------------------- |
| Arsenio Lupin III       | Kan'ichi Kurita      | Stefano Onofri            |
| Conan Edogawa           | Minami Takayama      | Monica Bonetto            |
| Daisuke Jigen           | Kiyoshi Kobayashi    | Alessandro Maria D'Errico |
| Goemon Ishikawa XIII    | Makio Inoue          | Antonio Palumbo           |
| Fujiko Mine             | Eiko Masuyama        | Alessandra Korompay       |
| Koichi Zenigata         | Gorō Naya            | Rodolfo Bianchi           |
| Ran Mori                | Wakana Yamazaki      | Debora Magnaghi           |
| Kogoro Mori             | Akira Kamiya         | Oliviero Corbetta         |
| Juzo Megure             | Chafūrin             | Riccardo Rovatti          |
| Wataru Takagi           | Wataru Takagi        | Francesco Orlando         |
| Sonoko Suzuki           | Naoko Matsui         | Laura Brambilla           |
| Shinichi Kudo           | Kappei Yamaguchi     | Davide Garbolino          |
| Mira Julietta Vespaland | Yui Horie            | Debora Magnaghi           |
| Keith Dan Stinger       | Hikaru Midorikawa    | Alberto Bognanni          |
| Sakura Aldia Vespaland  | Hiroko Suzuki        | Irene Di Valmo            |
| Jihl Khaul Vespaland    | Jun Fukuyama         | Simone Veltroni           |
| Gerard Muska Vespaland  | Yusaku Yara          | Fabrizio Pucci            |
| Kyle Fulp Vespaland     | Taiten Kusunoki      | Andrea Lavagnino          |
| Alice                   | Shizuka Arai         | Perla Liberatori          |
| Emmy                    | Yukari Honma         | Gaia Bolognesi            |

## Edizioni home video
Il 24 luglio 2009 sono usciti in Giappone il DVD e il Blu-ray Disc dello special, editi dalla VAP. Il 20 novembre 2013, in occasione dell'imminente uscita del seguito nei cinema, è stata pubblicata sempre da VAP un'edizione limitata a prezzo ridotto, sia in DVD che in Blu-ray Disc, detta Gekijō kōkai kinen gentei special price han (劇場公開記念限定スペシャルプライス版?, Gekijō kōkai kinen gentei supesharu puraisu han, "Edizione limitata a prezzo speciale di commemorazione dell'uscita al cinema").

## Adattamento manga e sequel
È stato realizzato un adattamento manga dello special, composto da tre capitoli e pubblicato dal 24 agosto al 25 ottobre 2013 sulle pagine della rivista Shōnen Sunday Super, edita dalla Shogakukan, la casa editrice del manga di Detective Conan. È disegnato da Yutaka Abe e Denjirō Maru, autori anche di alcuni volumi di Detective Conan Special Cases, ed è stato pubblicato in volume il 18 novembre 2013 (ISBN 978-4-09-124530-4).
Il 7 dicembre 2013 è uscito nei cinema giapponesi il sequel dello special, Lupin Terzo vs Detective Conan.